# Емеріх Рот
Емеріх Рот (швед. Emerich Roth; 28 серпня 1924 — 22 січня 2022) — шведський письменник єврейського походження родом із Чехословаччини. Пережив Голокост. Займався поширенням інформації про расизм, насильство та злочини нацистів під час Другої світової війни.

## Життєпис
Емеріх Рот народився 28 серпня 1922 року в місті Великому Севлюші в Підкарпатській Русі, Чехословаччина (нині Виноградів, Закарпатська область, Україна). Там же він виріс разом зі своїми чотирма сестрами.
Коли під час Другої світової війни до Севлюша увійшли нацисти, 3-тисячне єврейське населення міста примусово переселили в гетто. Згодом усю родину потягом перевезли до концтабору Аушвіц-Біркенау. Там матір Емеріха та його двох сестер, 12-річну Магдалену та 10-річну Юдіту, відвели до газових камер. Емеріха, його батька та двох сестер, 17-річну Едіт та 15-річну Єлизавету, відправили до трудових таборів. Батька Емеріха вбили під час одного з маршів смерті наприкінці війни; Едіт загинула в іншому таборі.
Емеріх був в'язнем п'яти концентраційних таборів. З усієї родини вижити вдалося тільки йому та його сестрі Єлизаветі. Після завершення війни Емеріх був 1,75 м заввишки і при цьому мав масу всього 34 кг. Під час перебування в лікарні він отримав листа від свого двоюрідного брата, в якому повідомлялося, що його сестра перебуває в безпеці у Швеції.
У грудні 1950 року Рот переїхав до Швеції й наступні 30 років був соціальним працівником. За ці роки він не розповідав людям зі свого оточення про те, що пережив. Великий негативний вплив на нього справила нацистська демонстрація в центрі Стокгольма 1992 року.
Починаючи з 1993 року, Рот відвідав близько 1600 шкіл у Швеції з метою боротьби проти расизму. Також він був одним зі співзасновників Асоціації тих, хто пережив Голокост (Holocaust Survivor Association). 1994 року Рот заснував неприбуткову Emerich Foundation, метою якої є заохочення молоді до «діяльності, що протидіє насиллю та ксенофобії й прокладає шлях до приємного та гуманного шкільного середовища».
Рот написав та опублікував кілька книжок на тему насильства та расизму, зокрема «Emerich är mitt namn: Hatet, förnedringen, kärleken» (укр. Моє ім'я — Емеріх: насильство, приниження, любов). Також він знявся в кількох документальних та освітніх фільмах.
Емеріх Рот помер 22 січня 1922 року у віці 97 років.

## Нагороди
За роботу з протидії насильству та расизму Рот отримав кілька нагород.
- Медаль Його Величності Короля, 8-й розмір із синьою стрічкою (1998)[12]
- Стокгольмська медаль Нельсона Мандели (2008)[13]
- Пам'ятна медаль Карін та Ернста Августа Банг (1997)[13]
- Нагорода шведського героя (Svenska Hjältars pris) (2012)[14][15]
- Нагорода Рауля Валленберга (2015)[16][13]
- Премія Улофа Пальме (2017)[17]
- Премія Сократа (Sokratespriset), разом з Геді Фрід[en] (2019)[18]